# Cyrestis telamon
Cyrestis telamon är en fjärilsart som beskrevs av Carl von Linné 1758. Cyrestis telamon ingår i släktet Cyrestis och familjen praktfjärilar. Inga underarter finns listade i Catalogue of Life.